# Крапають
Крапають (с укр. — «Капают») — украиноязычная песня украинской певицы Надежды Дорофеевой, выпущенная 26 августа 2022 года. Композиция записана в соавторстве с Jerry Heil, Иваном Клименко и является синглом из альбома «Сенси» на лейбле Mozgi Entertainment.

## Описание
«Крапають» — это работа-коллаборация: трек написанный совместно с Иваном Клименко и Jerry Heil. Чувственная композиция вошла в новый альбом «Сенси», который DOROFEEVA представила в сентябре 2022 года:
“Крапають – самая эмоциональная песня из альбома.  Для меня это новый этап творчества, и я рада, что впустила в свой мир Ваню Клименко и Jerry Heil.  Это очень личная и эмоциональная работа, в которую я вложила душу.  Она показывает, как можно лечиться через творчество”, – сказала DOROFEEVA.

## Музыкальное видео
Премьера нового видеоклипа на песню «Крапають», состоялась 25 сентября 2022 года на официальном YouTube канале исполнительницы. Режиссёрами клипа выступил Максим Шелковников.
“Это что-то вроде театра одного актёра, где полотно как большая сцена, на которой Надя рассказывает зрителю о своих переживаниях. Эмоции и экспрессия – это то, в чем я построил эту историю. Синхрон в конце – полная импровизация, чтобы зритель почувствовал и поверил”, – рассказывает режиссёр клипа Максим Шелковников.
В клипе можно увидеть, как певица эмоционально выплескивает свои чувства на белое полотно рисует картину на большом холсте, красками разного цвета. Направить свой поток эмоций Наде помог Евгений Лисняк – профессиональный художник, работающий в стиле абстрактного экспрессионизма. 
 “Картина, созданная на съёмочной площадке, – выход моей боли, моих страхов и переживаний, накопленных эмоций: от спокойных мазков до потока хаотических всплесков на холсте. Наша прошлая, жизнь «до», была раскрашена яркими цветами, потом пришла война и всё стёрла, затмила, перечеркнула, но надо двигаться дальше и рисовать своё будущее – новыми красками”, – добавила исполнительница.
Певица подчеркнула, что нарисованная картина из видеоклипа, будет продана с аукциона, а вырученные средства направлены на помощь украинским защитникам.

## Список композиций
| №                   | Название            | Текст песни                | Музыка                                        | Длительность |
| ------------------- | ------------------- | -------------------------- | --------------------------------------------- | ------------ |
| 1.                  | «крапають»          | Яна Шемаева, Иван Клименко | Яна Шемаева, Иван Клименко, Александр Пришляк | 2:41         |
| Общая длительность: | Общая длительность: | Общая длительность:        | Общая длительность:                           | 2:41         |

## Чарты

### Еженедельные чарты
| Чарт (2021)                           | Высшая позиция |
| ------------------------------------- | -------------- |
| Украина (TopHit Radio & YouTube Hits) | 60             |
| Украина (TopHit YouTube Hits)         | 38             |

## История релиза
| Регион  | Дата             | Формат                      | Лейбл               | Прим.  |
| ------- | ---------------- | --------------------------- | ------------------- | ------ |
| Мир     | 26 сентября 2022 | Цифровая загрузка, стриминг | Mozgi Entertainment | [ 14 ] |
| Украина | 25 сентября 2022 | Радиоротация                | Mozgi Entertainment | [ 15 ] |